# Перервін Іван Олександрович
Іван Олександрович Перервін (25 березня 1899, місто Сміла, тепер Черкаської області — ?) — український радянський діяч, секретар Станіславського обласного комітету КП(б)У із транспорту, 1-й секретар Ладижинського районного комітету КП(б)У Київської області.

## Біографія
З травня 1918 по 1923 рік служив у Червоній армії, був продармійцем. Учасник громадянської війни в Росії.
Член ВКП(б) з 1927 року. Перебував на партійній роботі.
На 1938—1939 роки — 1-й секретар Ладижинського районного комітету КП(б)У Київської області.
31 травня — червень 1941 року — в.о. секретаря Станіславського обласного комітету КП(б)У із транспорту.
З червня 1941 року — в Червоній армії, учасник німецько-радянської війни. У 1941 році був важко поранений, лікувався у військових госпіталях, після одужання продовжив військову службу. Воював на Південно-Західному, Донському, Сталінградському і Південному фронтах. З 1943 року — секретар партійної комісії 7-го механізованого корпусу. У боях у Кіровоградській області був контужений і важко поранений. Після лікування служив відповідальним секретарем армійської партійної комісії при політичному відділі 4-ї гвардійської танкової армії 2-го і 3-го Українських фронтів. У 1945—1946 роках — начальник політичного відділу Центральної комендатури міста Відня (Австрія) Центральної групи радянських окупаційних військ.
З березня 1952 року — заступник начальника політичного сектору Станіславського обласного управління сільського господарства.
Подальша доля невідома. На 1985 рік — персональний пенсіонер.

## Звання
- гвардії підполковник
- полковник

## Нагороди
- два ордени Вітчизняної війни І ст. (25.04.1945, 29.07.1946)
- орден Вітчизняної війни ІІ ст. (6.04.1985)
- орден «Знак Пошани» (7.02.1939)
- медаль «За бойові заслуги» (6.05.1946)
- медаль «За оборону Сталінграда» (22.12.1942)
- медаль «За взяття Будапешта» (1945)
- медаль «За взяття Відня» (1945)
- медаль «За перемогу над Німеччиною у Великій Вітчизняній війні 1941—1945 рр.» (1945)
- медалі